# مارغريتا ميلر فيرغي
مارغريتا ميلر فيرغي (1 يناير 1865- 31 ديسمبر 1953)، كاتبة رومانية وشخصية اجتماعية بارزة، عُرفت أيضًا بكونها مدرسة وصحافية وناقدة ومترجمة. استضافت ناديًا أدبيًا بهدف إنعاش الثقافة لمن يمتلك ميولًا ألمانوفيلية خلال الجزء الأول من الحرب العالمية الأولى، وشاركت في وقت لاحق مع أديلا زينوبول في إنشاء أماكن ثقافية نسوية. تضمنت مساهماتها الرئيسية في الأدب الروماني ترجمات من الأدب الإنجليزي، وتاريخ الكتابة الأنثوية في السياق الوطني وسلسلة روايات وعملًا مؤثرًا من الأدب البوليسي. وصفت العديد من أعمالها الأخرى على أنها متواضعة وتعليمية.
على الرغم من تعرضها لحادث سبب إصابتها بالعمى الكلي، ظلت ميلر فيرغي نشطة في مجال الكتابة والنسوية خلال العشرينيات والثلاثينيات من القرن العشرين. ساعدت في إنشاء شبكات خيرية، وأسست بعض الجمعيات النسائية الأولى في رومانيا وكانت رائدة في الحركة الكشفية الرومانية. عُرفت في نحو عام 1940، بعملها في الدراما الإذاعية.
باعتبارها ناشطة اجتماعية، اشتهرت ميلر فيرغي بعلاقاتها الوثيقة مع شخصيات بارزة في حياتها. كان من بين هذه الشخصيات كتاب مشهورون مثل باربو شتيفانسكو ديلفرانسيا وماتيو كاراجالي ولوسيا دسمتريوس وأيضًا الموسيقي سيلا ديلفرانسيا.

## سيرة حياتها

### حياتها المبكرة
ولدت مارغريتا ميلر فيرغي في مدينة لاشي وهي من أصل بولندي روماني. والدتها هي إيلينا فيرغي، التي تنتمي إلى طبقة بويار الأرستقراطية من مقاطعة مولدافيا، كان والدها وهو الزوج الثاني لإيلينا، سليل عائلة الكونت ميلوسكي لكنه استخدم اسم غيورغي ميلر. كان غيورغي إلى جانب مسيرته التعليمية، ناشطًا سياسيًا، فقد شغل مقعدًا في مجلس الشيوخ الروماني. كان للعائلة صلة بالمؤلفين يونيل وبيستوريل تيودوريانو، وكان لمارغريتا صلة بأعضاء عائلة غيكا الأرستقراطية كونها عمة الناشط الاجتماعي غريغوري غيكا.
توفي غيورغي ميلر بشكل مفاجئ في عام 1869، فانتقلت أرملته مع بناتها إلى سويسرا حيث شخصت مارغريتا الصغيرة تشخيصًا خاطئًا بمرض بوت مما حتم خضوعها لعلاج مختص. أمضت العائلة 8 سنوات خارج البلاد، اكتسبت خلالها مارغريتا التي تميزت بموهبتها على الرغم من مرضها، ثقافة كلاسيكية وتعلمت التحدث بست من اللغات. 
استقرت العائلة في بوخارست خلال سبعينيات القرن التاسع عشر، بعد أن أنفقت معظم ميراث ميلر. تطوعت مارغريتا في بوخارست. أدارات إيلينا فيرغي مدرسة للبنات، وقد عرفت بكونها أول من أجرى امتحانات الشهادة الثانوية للنساء في رومانيا عام 1874، وأيضًا بسبب توظيفها بعض المشاهير في مجال الأدب في رومانيا كمعلمين في المدرسة لديها. التحقت مارغريتا بمؤسسة والدتها التعليمية، لكنها حصلت على الشهادة الثانوية من مدرسة إيلينا دوامنا الثانوية في عام 1877.
في ذلك الوقت، تزوجت شقيقة مارغريتا الأكبر سنًا والتي تدعى أيضًا إيلينا، من القاضي ألكسندرو لوباسكو. احتضنت عائلة ميلر فيرغي الكاتب ستيفانيسكو ديلافرانسيا، الذي كان من أصول متواضعة وأصبح فيما بعد بطلًا في الأوساط الرومانسية الجديدة في رومانيا. كانت المراهقة ميلر فيرغي قريبة بشكل خاص من ستيفانيسكو ديلافرانسيا، وقد قابلته عدة مرات. تودد ديلافرانسيا إليها لفترة من الوقت، لكنه تزوج في نهاية المطاف من ابنة ألكسندرو وإيلينا لوباسكو في يناير من عام 1887.
ترددت النسوة الثلاث إلى الجمعيات الأدبية الراقية برفقة كل من في. إيه. أورشيا وأوغست تريبونيو لاورينا وكما زُعم إيلموند دي غونكور. في ثمانينيات القرن التاسع عشر، تعرفت مارغريتا على ميهاي إمينيسكو الذي عرف لاحقًا بكونه شاعرًا وطنيًا في رومانيا. كانت بداية مسيرتها المهنية في الكتابة عام 1883، عندما نشرت إحدى رواياتها من قبل مجلة ناتسيونا اليومية، بتوقيع مارميل. في عام 1892، حاولت ترجمة بعض أعمال إمينيسكو إلى الفرنسية، وربما كانت أول شخص ينشر ترجمات شعرية من هذا القبيل. نتج عن ذلك مجلد يضم ترجماتها، بعنوان «بعض من قصائد ميهاي إمينيسكو»، الذي نشرت منه المسودة الأولى في عام 1901. كمبادرة من قبل الشاعر ألكسندرو فلاهو تيكولتر، صنف هذا المجلد باعتباره مساهمة «ملحوظة» من قبل مجلة فاميليا. 